# Alexander Kröckel
Alexander Kröckel (Suhl, 12 maart 1990) is een Duits voormalig skeletonracer. Hij vertegenwoordigde zijn vaderland op de Olympische Winterspelen 2014 in Sotsji, maar behaalde hierbij geen medaille.

## Carrière
Kröckel werd in 2011 wereldkampioen bij de junioren. Eind dat jaar, bij zijn wereldbekerdebuut in Igls op 3 december 2011, eindigde Kröckel op de zesde plaats. Hij won nog geen wereldbekerwedstrijd, maar behaalde wel al diverse podiumplaatsen. In het seizoen 2012/2013 eindigde hij daardoor derde in de eindstand van de wereldbeker skeleton. Op de Wereldkampioenschappen skeleton 2013 eindigde hij met de Duitse ploeg op de vierde plaats in de landenwedstrijd.
Kröckel kwalificeerde zich voor de Olympische Winterspelen in 2014, waar hij negende eindigde.

## Resultaten
| Jaar | Plaats | Resultaat |
| ---- | ------ | --------- |
| 2014 | Sotsji | 9e        |

| Jaar | Plaats       | Resultaat              |
| ---- | ------------ | ---------------------- |
| 2011 | Königssee    | 8e                     |
| 2012 | Lake Placid  | 9e 5e Landenwedstrijd  |
| 2013 | Sankt Moritz | 14e 4e Landenwedstrijd |

### Wereldbeker

#### Eindklasseringen
| Seizoen   | Rang  |
| --------- | ----- |
| 2011/2012 | 5e    |
| 2012/2013 | Brons |
| 2013/2014 | 6e    |